# Seraincourt
|  | Per a altres significats, vegeu «Seraincourt (Ardenes)». |

Seraincourt és un municipi francès al departament de la Val-d'Oise (regió de l'Illa de França). Forma part del cantó de Vauréal, del districte de Pontoise i de la Comunitat de comunes Vexin centre. L'any 2007 tenia 1.369 habitants.

## Demografia

### Població
El 2007 la població de fet de Seraincourt era de 1.369 persones. Hi havia 518 famílies, de les quals 118 eren unipersonals (61 homes vivint sols i 57 dones vivint soles), 163 parelles sense fills, 204 parelles amb fills i 33 famílies monoparentals amb fills.
La població ha evolucionat segons el següent gràfic:

### Habitatges
El 2007 hi havia 573 habitatges, 529 eren l'habitatge principal de la família, 19 eren segones residències i 26 estaven desocupats. 504 eren cases i 67 eren apartaments. Dels 529 habitatges principals, 433 estaven ocupats pels seus propietaris, 80 estaven llogats i ocupats pels llogaters i 15 estaven cedits a títol gratuït; 9 tenien una cambra, 23 en tenien dues, 83 en tenien tres, 102 en tenien quatre i 312 en tenien cinc o més. 442 habitatges disposaven pel capbaix d'una plaça de pàrquing. A 194 habitatges hi havia un automòbil i a 305 n'hi havia dos o més.

### Piràmide de població
La piràmide de població per edats i sexe el 2009 era:
| Homes | Edats   | Dones |
| ----- | ------- | ----- |
| 0     | 95 o +  | 1     |
| 2     | 90 a 94 | 0     |
| 0     | 85 a 89 | 11    |
| 1     | 80 a 84 | 12    |
| 9     | 75 a 79 | 16    |
| 25    | 70 a 74 | 8     |
| 15    | 65 a 69 | 26    |
| 42    | 60 a 64 | 27    |
| 50    | 55 a 59 | 45    |
| 53    | 50 a 54 | 54    |
| 48    | 45 a 49 | 37    |
| 47    | 40 a 44 | 51    |
| 55    | 35 a 39 | 49    |
| 43    | 30 a 34 | 53    |
| 45    | 25 a 29 | 53    |
| 38    | 20 a 24 | 25    |
| 40    | 15 a 19 | 23    |
| 53    | 10 a 14 | 42    |
| 52    | 5 a 9   | 70    |
| 39    | 0 a 4   | 45    |

## Economia
El 2007 la població en edat de treballar era de 921 persones, 689 eren actives i 232 eren inactives. De les 689 persones actives 643 estaven ocupades (355 homes i 288 dones) i 45 estaven aturades (16 homes i 29 dones). De les 232 persones inactives 103 estaven jubilades, 84 estaven estudiant i 45 estaven classificades com a «altres inactius».

### Ingressos
El 2009 a Seraincourt hi havia 489 unitats fiscals que integraven 1.341 persones, la mediana anual d'ingressos fiscals per persona era de 24.691 €.

### Activitats econòmiques
Dels 54 establiments que hi havia el 2007, 1 era d'una empresa alimentària, 4 d'empreses de fabricació d'altres productes industrials, 6 d'empreses de construcció, 10 d'empreses de comerç i reparació d'automòbils, 3 d'empreses d'hostatgeria i restauració, 3 d'empreses d'informació i comunicació, 1 d'una empresa financera, 3 d'empreses immobiliàries, 12 d'empreses de serveis, 5 d'entitats de l'administració pública i 6 d'empreses classificades com a «altres activitats de serveis».
Dels 13 establiments de servei als particulars que hi havia el 2009, 1 era un paleta, 1 guixaire pintor, 2 fusteries, 1 lampisteria, 2 electricistes, 1 perruqueria, 3 restaurants i 2 agències immobiliàries.
Dels 4 establiments comercials que hi havia el 2009, 1 era una botiga de menys de 120 m², 1 una botiga d'electrodomèstics, 1 una botiga de mobles i 1 una joieria.
L'any 2000 a Seraincourt hi havia 9 explotacions agrícoles.

## Equipaments sanitaris i escolars
El 2009 hi havia una escola elemental.

## Poblacions properes
El següent diagrama mostra les poblacions més properes.